# Hyperolius cinnamomeoventris
Hyperolius cinnamomeoventris là một loài ếch thuộc họ Hyperoliidae.
Loài này có ở Angola, Cameroon, Cộng hòa Congo, Cộng hòa Dân chủ Congo, Guinea Xích Đạo, Gabon, Kenya, Uganda, Zambia, có thể cả Cộng hòa Trung Phi, có thể cả Rwanda, có thể cả Sudan, và có thể cả Tanzania.
Môi trường sống tự nhiên của chúng là rừng ẩm vùng đất thấp nhiệt đới hoặc cận nhiệt đới, đầm nước nhiệt đới hoặc cận nhiệt đới, vùng núi ẩm nhiệt đới hoặc cận nhiệt đới, xavan khô, xavan ẩm, đồng cỏ nhiệt đới hoặc cận nhiệt đới vùng ngập nước hoặc lụt theo mùa, đầm lầy, hồ nước ngọt, hồ nước ngọt có nước theo mùa, đầm nước ngọt, đầm nước ngọt có nước theo mùa, vườn nông thôn, rừng trước đây suy thoái nghiêm trọng, và ao.

## Hình ảnh

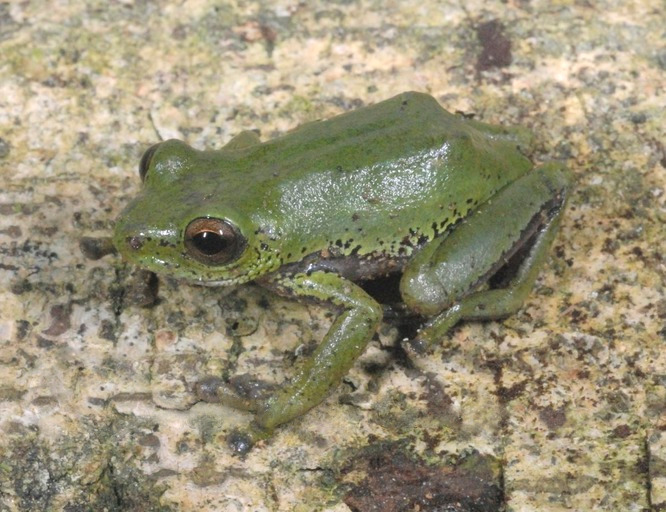
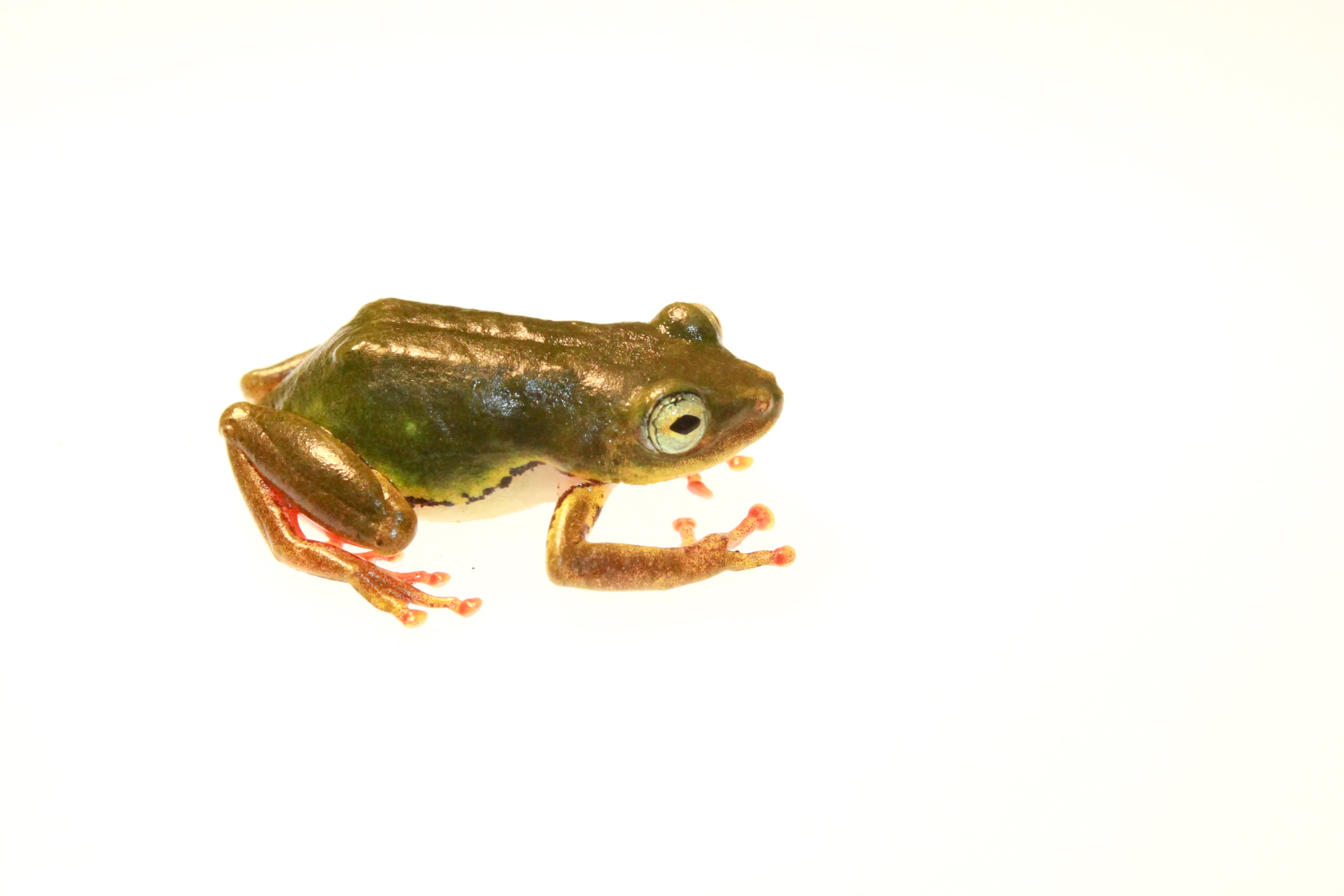
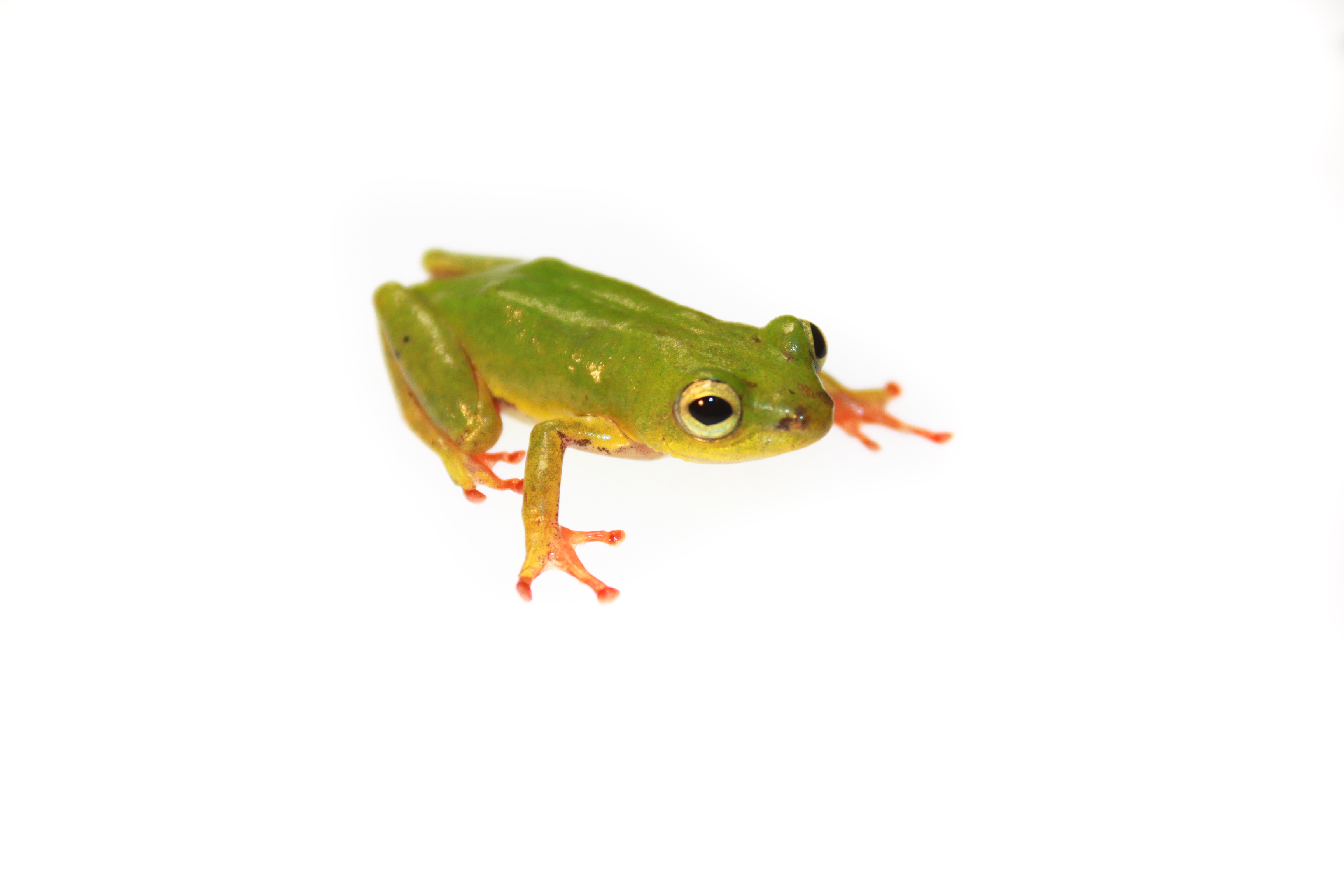
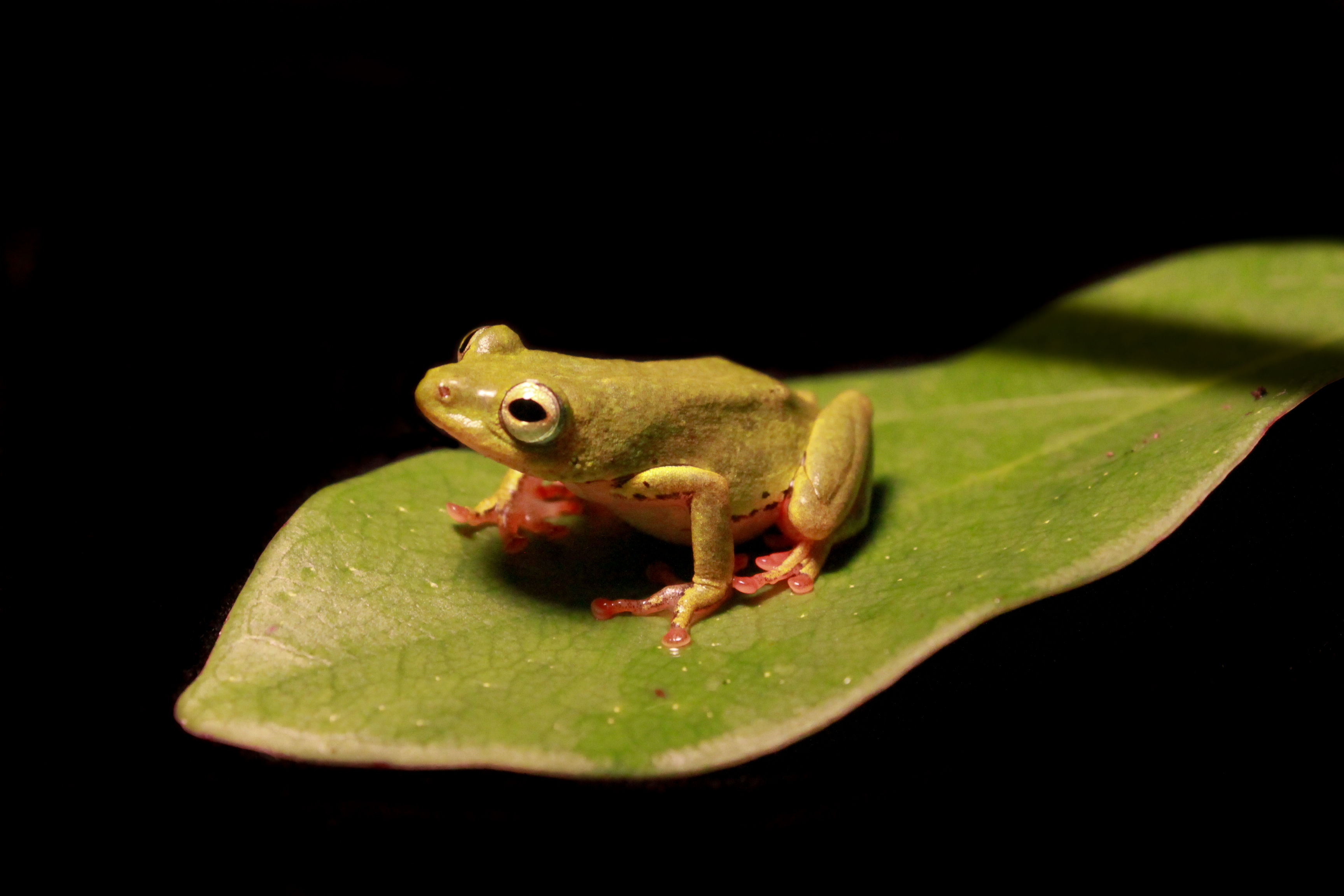